# Meave Leakey
Meave G. Leakey, nascuda Meave Epps, (Londres, 28 de juliol de 1942) és una paleoantropòloga britànica nacionalitzada kenyana. Treballa a la Universitat de Stony Brook i és coordinadora d'investigació del Plio-plistocè al Turkana Basin Institute. Estudia l'evolució dels primers homínids i ha fet una àmplia investigació de camp a la conca de Turkana. És Doctora en Ciències i en Filosofia.

## Biografia
Leakey està casada des del 1970 amb el paleontòleg Richard Leakey. Tenen dues filles, Louise (nascuda el 1972) i Samira (nascuda el 1974). Louise Leakey continua la tradició familiar realitzant investigacions en el camp de la paleontologia.
Leakey va estudiar inicialment zoologia i zoologia marina a la Universitat del Nord de Gal·les. El seu primer contacte amb la família Leakey va ser quan treballava al Tigoni Primate Research Center mentre es doctorava; en aquell moment Louis Leakey n'era l'administrador. Es va doctorar en zoologia el 1968.
De 1982 a 2001 va ser la cap del Departament de Paleontologia del Museu Nacional de Kenya. El 2004 va rebre un doctorat honoris causa en paleontologia del University College de Londres. Leakey és actualment professora d'investigació al Turkana Basin Institute (afiliat a la Universitat de Stony Brook). El 30 d'abril de 2013, Leakey va ser elegida membre associada estrangera de l'Acadèmia Nacional de Ciències dels Estats Units, com a especialista en geologia i antropologia. Això va convertir Leakey en la primera ciutadana kenyana i també en la primera dona ciutadana d'un país africà a ser elegida membre de l'Acadèmia Nacional de Ciències. Va ser elegida membre de la Societat Filosòfica Americana el 2017.

## Descobriments
L'equip d'investigació de Leakey va fer un gran descobriment el 1999 al llac Turkana de Kenya. Va trobar el crani i part de la mandíbula d'un individu d'una espècie desconeguda fins llavors que havia poblat la zona 3.5 milions d'anys enrere. Van anomenar la nova espècie Kenyanthropus platyops (home de cara plana de Kenya), debut a la característica morfològica principal del seu crani.

## Obra seleccionada
- Bove, René; Leakey, Meave «Ecology of Plio-Pleistocene Mammals in the Omo—Turkana Basin and the Emergence of Homo» (en anglès). The First Humans – Origin and Early Evolution of the Genus Homo, 2009, pàg. 173-184. DOI: 10.1007/978-1-4020-9980-9_15.
- Brown, Meave; Harris, Alan; Leakey, Meave «Stratigraphy and paleontology of Pliocene and Pleistocene localities west of Lake Turkana, Kenya» (en anglès). Contributions in science, vol. 399, 1988, pàg. 1--128.
- Brown, F.H.; Harris, J.M.; Leakey, M. G.; Leakey, R.E.; Walker, A.C. «Pliocene and Pleistocene Hominid-Bearing Sites from West of Lake Turkana, Kenya» (en anglès). Science, vol. 239, 4835, 1989, pàg. 27-33. DOI: 10.1126/science.239.4835.27. PMID: 17820626.
- Harris, John; Leakey, Meave. Lothagam: The Dawn of Humanity in Eastern Africa (en anglès).  Columbia University Press, 2003.
- Harris, John; Leakey, Meave; Leakey, Richard. Koobi Fora Research Project: Researches into Geology, Palaeontology, and Human Origins (en anglès).  Clarendon Press, 1978. ISBN 978-0-19-857392-0.
- Leakey, Meave; Walker, Alan «Early Hominid Fossils from Africa» (en anglès). Scientific American, vol. 276, núm. 6, 1997, pàg. 74–79. Bibcode: 1997SciAm.276f..74L. DOI: 10.1038/scientificamerican0697-74. PMID: 9198897.